# Arbok
Arbok is een gif-Pokémon, levend in Kanto. Hij is vooral bekend geworden doordat Jessie er één had.
Als Ekans level 22 heeft bereikt evolueert hij naar Arbok.

## Ruilkaartenspel
Er bestaan vier standaard Arbok kaarten, waarvan één enkel in Japan uitgebracht is. Ook bestaat er een Dark Arbok, een Koga's Arbok en een Janine's Arbok (enkel in Japan) kaart. Deze hebben allemaal type Grass als element. Verder bestaat er nog een standaard Arbok kaart met type Psychic, een Arbok δ-kaart met type Fire en een Dark Arbok kaart met types Dark en Grass.

### Koga's Arbok (Gym Challenge 25)
Koga's Arbok (Japans: キョウのアーボック Kyō's Arbok) is een Grass-type Stadium 1 kaart en maakt deel uit van de Gym Challenge expansie. Hij heeft een HP van 90 en kent de aanvallen Poison Buildup en Poison Power.
In de Pokémon Adventures mangareeks heeft Koga een Arbok.

### Janine's Arbok (VS 62)
Janine's Arbok (Japans: アンズのアーボック Anzu's Arbok) is een Grass-type Stadium 1 Pokémonkaart. Het maakt deel uit van de Pokémon VS expansie. Hij heeft een HP van 60 en kent de aanval Wrap. Deze aanval leert Arbok ook in de spellen.
Deze kaart is enkel uitgebracht in het Japans.

## Inspiratie
Arbok lijkt op een Cobra: een zeer giftige slang met een kraag. Arbok's aanvallen bestaan dan ook voornamelijk uit aanvallen die typerend zijn voor een slang. Voorbeelden hiervan zijn de giftige beet, de staar en het spugen van gif. Om het plaatje helemaal compleet te maken, heeft de Pokémon ook haar naam aan haar dierlijke variant te danken. Als je de naam Arbok omdraait krijg je Kobra.